# Народная партия (Панама)
Народная партия (исп. Partido del Pueblo, PP) — правоцентристская христианско-демократическая партия в Панаме, основанная в 1956 году. По состоянию на февраль 2022 года это была партия с наименьшим числом сторонников, насчитывающая 18 812 человек.

## История

### Создание
В марте и июле 1956 года в Лас-Кумбресе (округ Панама) прошли Дни христианских исследований (англ. Jornadas de Estudios Cristianos), которые послужили отправной точкой для создания христианско-демократической партии. Эти встречи сделали возможным сближение представителей интеллигенции, профессионалов и студентов университетов; они продолжили начатые там контакты и занялись интеграцией идей христианской демократии с программой позитивных требований.
12 апреля 1956 года участниками Первых дней христианских исследований было создано движение Социальное демократическое действие (исп. Acción Social Demócrata), но уже в 1957 году его переименовали в Национальный гражданский союз (исп. Unión Cívica Nacional), чтобы избежать путаницы с социал-демократическими партиями.
С 1956 по 1960 год панамские христианские демократы занимались популяризацией своих идей во всех социальных слоях и привлечением новых сторонников посредством индивидуальных и коллективных действий в интеллектуальных, профессиональных, университетских и рабочих кругах.
В 1960 году было принято решение зарегистрироваться под названием Христианско-демократическая партия Панамы (исп. Partido Demócrata Cristiano de Panamá). Учредительный съезд новой партии состоялся 20 ноября 1960 года, на нём были избраны первый президент партии, Антонио Гонсалес Ревилья, и первый генеральный секретарь, Карлос Арельяно Леннокс.
1 октября 1962 года активисты Христианско-демократической молодёжи с панамскими флагами расположились на недавно построенном мосту через Панамский канал, назвав его Мост двух Америк. Акция представляла собой акт протеста против иностранного вмешательства и первоначального названия моста Тэтчер-Бридж, названного в честь одного из американских губернаторов зоны канала.

### Выборы 1964 года
Всеобщие выборы 1964 года стали первыми в истории партии. Кандидат в президенты от христианских демократов Хосе Антонио Молино набрал 3 % голосов, став четвёртым среди семи кандидатов в президенты от девятнадцати участвующих партий. Первым избранным депутатом от партии стал Моисес Коэн Каттан (который позже будет исключён из партии), кроме того, член партии Максимино Боланьос был избран советником в столичном округе.
По отношению к президенту Марко Аурелио Роблесу, избранному в 1964 году, и его правительству, христианские демократы продолжили свою линию осуждения коррупции, на которые власть ответила лишением права на профессиональную практику врача Антонио Энрикеса Наварро, тогдашнего председателя партии. Это спровоцировало протесты со стороны Христианско-демократической молодёжи и лидеров партии, которые попытались захватить здание министерства здравоохранения, в результате чего двадцать пять христианских демократов были заключены в тюрьму.

### Выборы 1968 года
5 марта 1967 года четвёртый съезд христианских демократов выдвинул кандидатом в президенты Антонио Гонсалеса Ревилью, а Антонио Э. Наварро и Рикардо Ариаса Кальдерона на посты первого и второго вице-президентов.
В марте 1968 года Национальное собрание отправило президента Марко Аурелио Роблеса в отставку за злоупотребление властью и передало его пост вице-президенту Максу дель Валье. Активное участие в отстранении Роблеса от власти приняли христианские демократы, в частности, один из лидеров партии Рубен Аросемена Гуардиа выступил в качестве прокурора. Но благодаря поддержке Национальной гвардии Роблес остался президентом до окончания срока своих полномочий 1 октября.
В мае 1968 года за Антонио Гонсалеса Ревилью отдали свои голоса 3,6 % избирателей. На выборах в парламент партия смогла сохранить своё единственное место, а на выборах советников, состоявшихся через неделю после президентских, христианские демократы получили 60 000 голосов, что сделало их третьей политической силой в стране.
Избранный президент республики кандидат оппозиционного Национального союза Арнульфо Ариас официально пригласил христианских демократов войти в его новое правительство, предложив Рубену Гуардиа возглавить Министерство образования. Партия приняла предложение. Но 11 октября 1968 года, всего через 10 дней после вступления Ариаса в должность президента, Национальная гвардия устроила государственный переворот.

### Переворот 1968 года
Христианско-демократическая партия осудила нарушение конституционного порядка военными. Новые власти предложили руководителям партии должности министра здравоохранения и ректора Панамского университета, но те не приняли должности, уйдя в оппозицию и став противником военного режима Омара Торрихоса. В ответ лидеры партии подверглись гонениям, так, профессор и доктор философии Рикардо Ариас Кальдерон за активную борьбы против диктатуры был исключён из университета Панамы, находился в тюремном заключении, изгонялся из страны, на него несколько раз совершались покушения.
В 1972 году военный режим провёл выборы в Национальную ассамблею представителей общин, в которых участвовали только независимые кандидаты. Представителем общины Бальбоа (округ Ла-Чоррера) стал христианский демократ Луис Эмилио Весес, единственный несогласный участник пленарного заседания ассамблеи из 505 представителей общин. В 1974 году Луис Эмилио Весес был назначен генеральным секретарём Христианско-демократической партии. В начале 1978 года его на посту генерального секретаря сменил юрист Гильермо Кочес, который занимал его до официальной регистрации партии.

### Возрождение
В 1980 года в рамках либерализации режима была проведена юридическая перерегистрация Христианско-демократической партии, к которой присоединились 35 785 сторонников. В том же году состоялись выборы в Национальный законодательный совет, сменивший Ассамблею представителей общин. Христианские демократы набрали почти 21 % голосов, получив 2 места из 57.
На первых после переворота 1968 года всенародных президентских выборах, прошедших 6 мая 1984 года, по официальным данным с разницей менее чем в 2000 голосов победил Николас Ардито Барлетта из провластной Революционно-демократической партии, опередивший кандидата Альянса демократической оппозиции Арнульфо Ариаса, которого в том числе поддержала и Христианско-демократическая партия. На выборах в парламент христианские демократы набрали 11,5 % голосов и получили 6 мандатов из 67.

### Выборы 1989 годы
В 1987 году в стране вспыхнули массовые протесты против военной диктатуры генерала Мануэля Норьеги, преемника Омара Торрихоса, в которых приняли участие бизнесмены, профессионалы, студенты, рабочие, общественные организации, профсоюзы и политические партии, включая Христианско-демократическую. В ходе протестов была сформирована единая протестная коалиция, названная Национальный цивилистский крестовый поход (исп. Cruzada Civilista Nacional). Задача коалиции заключалась в том, чтобы мобилизовать и объединить всех недовольных военным режимом посредством массовых акций. В ходе этой борьбы многие члены Христианско-демократической партии по всей стране были подвергнуты преследованиям.
В выборах 1989 года Христианско-демократическая партия участввовала в составе Демократический альянс гражданской оппозиции, в который также вошли арнульфисты, либеральные националисты и либералы. Альянс выдвинул на пост президента кандидатуру арнульфиста Гильермо Эндара, Рикардо Ариаса Кальдерона на должность первого вице-президента и Гильермо Форда на должность второго вице-президента. Голосование прошло 7 мая, но выборы были аннулированы генералом Норьегой до завершения подсчёта голосов. Эндара и его напарник Гильермо Форд подверглись нападению на глазах у иностранных СМИ со стороны сторонников Норьеги из «Батальонов достоинства». Эти события спровоцировали большой кризис в стране, который закончился вооружённым вторжением США 20 декабря того же года и свержением военной диктатуры. Эндара был объявлен победителем выборов и приведен к присяге в посольстве США в качестве нового президента Панамы.
Выборы 1989 года оказались для Христианско-демократической партии самыми удачными в её истории, она набрала наибольшее в своей истории количество голосов (40,2 % на выборах президента и 36,1 % на выборах парламента), получила наибольшее в своей истории количество мандатов (в парламент было избрано 27 христианских демократов) и провела своих представителей в советы подавляющего большинства общин по всей стране.

### 1990-е годы
На своём 11-м Национальном конгрессе партия кандидатом на пост президента был избран доктора Рикардо Ариас Кальдерон, но он снял свою кандидатуру по состоянию здоровья. В результате от христианских демократов на выборы пошёл инженер Эдуардо Вальярино. Выборы 1994 года завершились для христианских демократов провалоем. Вальярино получил только 2,5 % голосов, заняв пятое место, а на выборах в парламент партия набрала только 6,43 % голосов, удовольствовавшись 1 мандатом.
В выборах 1999 года Христианско-демократическая партия решила участвовать не одна, сформировала Альянс оппозиционных действий, в который также вошли Либеральная партия, Партия гражданского обновления и Народная националистическая партия. В президенты было решено выдвинуть инженера и предпринимателя Альберто Вальярино, бывшего члена Арнульфистской партии. В результате Вальярино набрал 17,4 % голосов, а на парламентских выборах за партию проголосовали 8,7 % избирателей, принеся ей 5 депутатских мандатов, также христианские демократы заняли значительное количество постов мэров и советников, став третьей по количеству голосов политической силой страны.
В августе 2000 года Христианско-демократическая партия и её давний оппонент Революционно-демократическая партия подписали Пакт «Модернизация и преобразование Ассамблеи (МЕТА)».

### 2000-е годы
31 июля 2001 года Народная партия решила изменить своё название, Устав и символику, поскольку один из её видных членов, юрист и общественный деятель Милтон Энрикес и Флиа, являлся иудеем. В тот же день Рубен Аросемена Вальдес был избран президентом партии, а Милтон Энрикес — генеральным секретарём. В сентябре 2001 года Аросемена избирается председателем Национального собрания.
На выборы 2004 года Народная партия решила идти в союзе с Революционно-демократической партией, поддержав её кандидата на пост президента юриста Мартина Торрихоса Эспино, а президент Народной партии Рубен Аросемен баллотировался вместе с ним на пост второго вице-президента. Голосование состоялось 2 мая 2004 года, Торрихос победи, получив 47,4 (из них 4,2 % ему принесла Народная партия). На выборах в парламент за Народную партию проголосовали 6 % избирателей, что позволил партии завоевать 1 мандат.
На выборах 2009 года Народная партия вместе с Подлинной либеральной партией поддержала кандидата в президенты от правящей Революционно-демократической партии Бальбину Эрреру, министра жилищного строительства в правительстве Торрихоса. В итоге президентом был избран кандидат оппозициионного Альянса за перемены Рикардо Мартинелли. При этом на президентских выборах за Народую партию проголосовали всего 2,2 % избирателей, а на парламентских 3,70 %, что позволило партии сохранить свой единственный мандат. Также партии удалось на выборах представителей коррехимьенто превзойти минимальный барьер в 4 % голосов и получить одно место в Центральноамериканском парламенте.
После этого поражения руководство Народной партии объявило о разрыве союза с Революционно-демократической партией и представило себя как независимую оппозицию правительству во главе с Рикардо Мартинелли.
В декабре 2009 года президентом Народной партии был избран её генеральный секретарь Милтон Энрикес. Баллотируясь на пост главы партии, Энрикес заявил, что в то время одни движйтся вправо, а другие влево, Народная партия будет сбалансированной критической партией, располагаясь в том, что он назвал «демократическим центром». Также он заверил, что реорганизует и реформирует партию, привлекая «людей с христианской социальной идеологией».

### 2010-е годы
25 августа 2013 года Чрезвычайный национальный конгресс Народной партии одобрил союз с Панамистской партией на всеобщих выборах 2014 года. Партия провозгласила лидера панамистов Хуана Карлоса Варелу, бизнесмена, бывшего министра иностранных дел и вице-президента, своим кандидатом в президенты. Фракция меньшинства во главе с Анибалом Кулиолисом, вице-президентом партии, решительно отвергла альянс и сформировала группу под названием «Зелёные и независимые» (исп. Verdes e Independientes), которая поддержала предпринимателя и эколога Хуана Карлоса Наварро из Революционно-демократической партии.
На президентских выборах партии удалось набрать около 161 178 голосов (примерно в шесть раз больше своего членского состава), идентифицированных в основном как голоса независимых, которые поддержали Варелу, но не захотели голосовать в бюллетене Панамистской партии. Таким образом, Народная партия внесла значительный вклад в победу Варелы. Лидер партии Милтон Энрикес стал министром правительства. На выборах в парламент за партию отдали свои голоса всего 56 629 человек (3,33 %), получив только одно место, на уровне мэров и советников общин результат был плохим.
После того как в июне 2017 года президент Народной партии Милтон Энрикес, став послом в Испании ушёл в отставку, партию возглавил депутат Хуан Карлос Аранго.
25 ноября 2018 года Национальный конгресс Народной партии одобрил союз с Панамистской партией и поддержал кандидата в президенты от панамистов адвоката Хосе Исабеля Бландона. Окончательный результат выборов 2019 года оказался катастрофическим для Народной партии. Едва набрав 1,98 % голосов, не получив ни одного мандата, и лишь добившись избрания мэров и представителей в некоторых округах страны, партия оказалась на грани исчезновения.
Столкнувшись с провалом на выборах, руководство партии объявило о начале процесса внутреннего обновления.